# 陈休先
陈休先（6世纪503年后—549年），陈景帝陈文赞幼子。高祖陈霸先同母弟，母董氏。

## 生平
陈休先少年时倜傥有大志，梁简文帝萧纲在东宫，对陈休先有知遇之恩。太清年间侯景之乱，萧纲使陈休先召募得千馀人，授文德主帅，陈休先不久之后去世。日后，陈霸先当了皇帝，称赞陈休先：“此弟若存，河、洛不足定也。”
南梁太平元年（556年），因兄长陈霸先之故，追赠亲族。次年（557年）正月丁未，他和兄长陈道谭一同被追赠。追赠陈休先侍中、使持节、骠骑将军、南徐州刺史，封武康县公，谥忠壮，食邑二千户。
陈霸先受禅，追赠陈休先侍中、车骑大将军、司徒，封南康郡王，食邑二千户，谥号忠壮。
其子南康愍王陈昙朗。